# Kawiarnia Wincentego Dobskiego w Poznaniu

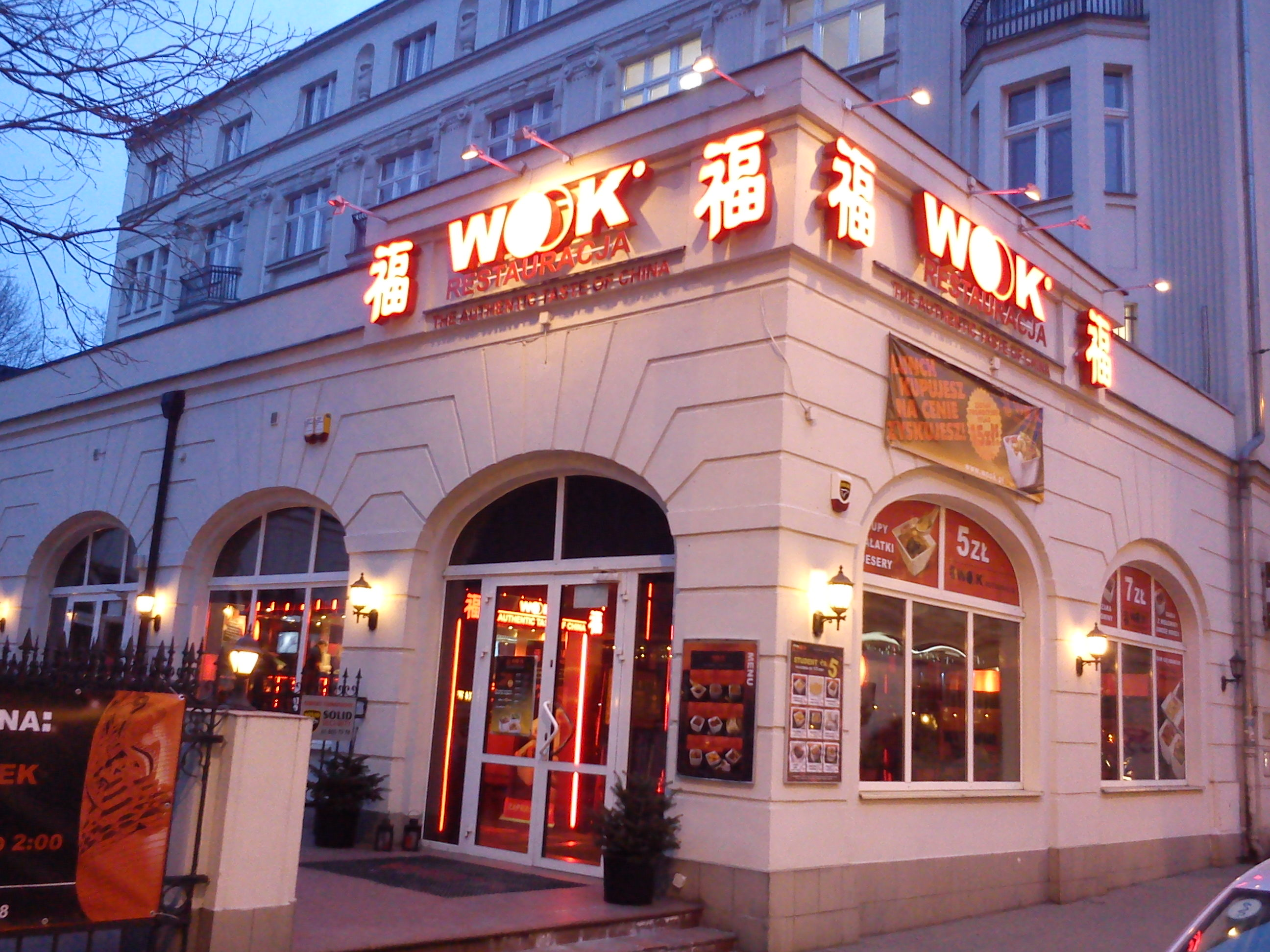
Budynek restauracji

Kawiarnia Dobskiego – jedna z największych i najmodniejszych kawiarni międzywojennego Poznania, zlokalizowana w centrum przy ul. Fredry 12.
Kawiarnia była nieformalnym miejscem spotkań poznańskiego środowiska uniwersyteckiego (bliskość gmachów uczelnianych), ale także zasiadali tu lekarze, prawnicy, literaci i artyści (w pobliżu stoi gmach Teatru Wielkiego). Odbywały się tu popularne koncerty i wieczorne dancingi połączone z partiami brydża. W ogródku latem grywano w szachy. Właścicielem początkowo był Wincenty Dobski, a od początku lat 30. XX wieku - Stanisław Jóźwiak (właściciel Warszawianki z Placu Wolności). Powodem sprzedaży były problemy finansowe Dobskiego w okresie wielkiego kryzysu. Do najsławniejszych gości lokalu należeli: Zenon Kosidowski, Zygmunt Latoszewski i Witold Noskowski. 
Po II wojnie światowej w lokalu mieściła się restauracja „WZ”, następnie restauracja „Wiejska Zagroda”, restauracja orientalna „Wook” i obecnie restauracja sieciowa „Chłopskie Jadło".
W pierwszej dekadzie XXI wieku w lokalu funkcjonowała O.B.O.R.A., platforma artystyczna powstała z inicjatywy Zenona Laskowika.